# Piece by Piece (álbum de Katie Melua)
Piece by Piece é o segundo álbum de estúdio da cantora britânica Katie Melua, lançado a 26 de Setembro de 2005 através da Dramatico Records. O disco estreou na primeira posição da tabela musical UK Albums Chart, com 120 mil e 549 unidades vendidas na semana de estreia.

## Desempenho nas tabelas musicais

### Posições
| Tabela musical (2014)                        | Melhor posição |
| -------------------------------------------- | -------------- |
| Alemanha - Official Top 100                  | 2              |
| Austrália - ARIA Albums Chart                | 31             |
| Áustria - Ö3 Austria Top 40                  | 5              |
| Bélgica - Ultratop 50 (Flandres)             | 4              |
| Bélgica - Ultratop 50 (Valónia)              | 9              |
| Dinamarca - Hitlisten                        | 1              |
| Estados Unidos - Billboard 200               | 108            |
| Estados Unidos - Billboard Tastemaker Albums | 2              |
| Estados Unidos - Billboard Jazz Albums       | 3              |
| França - SNEP                                | 9              |
| Irlanda - Top 75 Artist Album                | 2              |
| Itália - FIMI                                | 17             |
| Noruega - VG-lista                           | 1              |
| Nova Zelândia - NZ Top 40 Albums             | 2              |
| Países Baixos - Mega Album Top 100           | 1              |
| Polónia - ZPAV                               | 1              |
| Portugal - Top 30 Artistas                   | 16             |
| Reino Unido - UK Albums Chart                | 1              |
| Suíça - Schweizer Hitparade                  | 3              |

### Certificações
| País          | Provedor | Certificação |
| ------------- | -------- | ------------ |
| Alemanha      | BVMI     | 4× Platina   |
| Áustria       | BVMI     | Platina      |
| Europa        | IFPI     | 3× Platina   |
| Nova Zelândia | RMNZ     | Ouro         |
| Reino Unido   | BPI      | 4× Platina   |